# Apiaí (ort)
Apiaí är en ort i Brasilien.   Den ligger i kommunen Apiaí och delstaten São Paulo, i den södra delen av landet, 1 000 km söder om huvudstaden Brasília. Apiaí ligger 925 meter över havet och antalet invånare är 18 259.
Terrängen runt Apiaí är kuperad åt sydväst, men åt nordost är den platt.Apiaí är det största samhället i trakten.
I omgivningarna runt Apiaí växer i huvudsak städsegrön lövskog. Runt Apiaí är det mycket glesbefolkat, med 3 invånare per kvadratkilometer.